# Halichoeres hortulanus
Espèce
Synonymes
- Halichoeres centiquadrus (Lacepède, 1801)
- Halichoeres centiquadrus (Lacepède, 1801)
- Halichoeres centriquadrus (Lacepède, 1801)
- Halichoeres centriquadrus (Lacepède, 1801)
- Halichoeres hortulans (Lacepède, 1801)
- Halichoeres hortulans (Lacepède, 1801)
- Halichoeres hortulanus centiquadrus (Lacepède, 1801)
- Halichoeres hortulanus centiquadrus (Lacepède, 1801)
- Labrus centiquadrus Lacepède, 1801
- Labrus centiquadrus Lacepède, 1801
- Labrus hortulanus Lacepède, 1801
- Labrus hortulanus Lacepède, 1801

Statut de conservation UICN

 LC  : Préoccupation mineure
Halichoeres hortulanus, espèce communément appelée girelle échiquier ou labre échiquier, est un poisson osseux de petite taille de la famille des Labridae (labres).

## Description
Le labre échiquier est un poisson de petite taille qui peut atteindre une longueur maximale de 27 cm pour les mâles.
Le corps est fin, relativement allongé, sa bouche est terminale et la coloration du corps varie en fonction des phases de maturité ainsi que selon les zones de distribution.
Durant la phase juvénile, ce labre possède une coloration de fond blanc avec des reflets argentés, trois zones verticales noires avec des nuances rouge sombre au niveau du pédoncule caudale, au milieu du corps ainsi qu'au niveau de la tête. Un ocelle noir bordé de jaune orne l'arrière de la nageoire dorsale, deux taches blanchâtres distinctives sont visibles en haut et en bas du pédoncule caudale et une ligne rougeâtre traverse l’œil en partant du bout du museau.
De la phase initiale à la phase terminale, il existe une grand variation de livrée, ce qui rend l'exercice de description assez difficile. En phase terminale, le labre échiquier possède une teinte de fond blanche à verte, avec la bordures des écailles allant du bleu au noir, rappelant ainsi un motif en échiquier. La tête est verte avec des lignes roses qui s'étirent en pointillé en arrière des yeux jusqu'à la base de la nageoire dorsale. Quelle que soit la zone géographique d'observation de ce labre, ils possèdent tous une tache jaune vif. Il existe aussi des variations avec possibilité d'une tache noire juste en arrière de la tache jaune caractéristique, ainsi qu'une deuxième tache jaune toujours en bordure de la nageoire dorsale mais en arrière du corps. La nageoire caudale, tronquée, est généralement jaune et peut comporter des motifs rosâtres plus ou moins estompés et peut carrément être bleue.

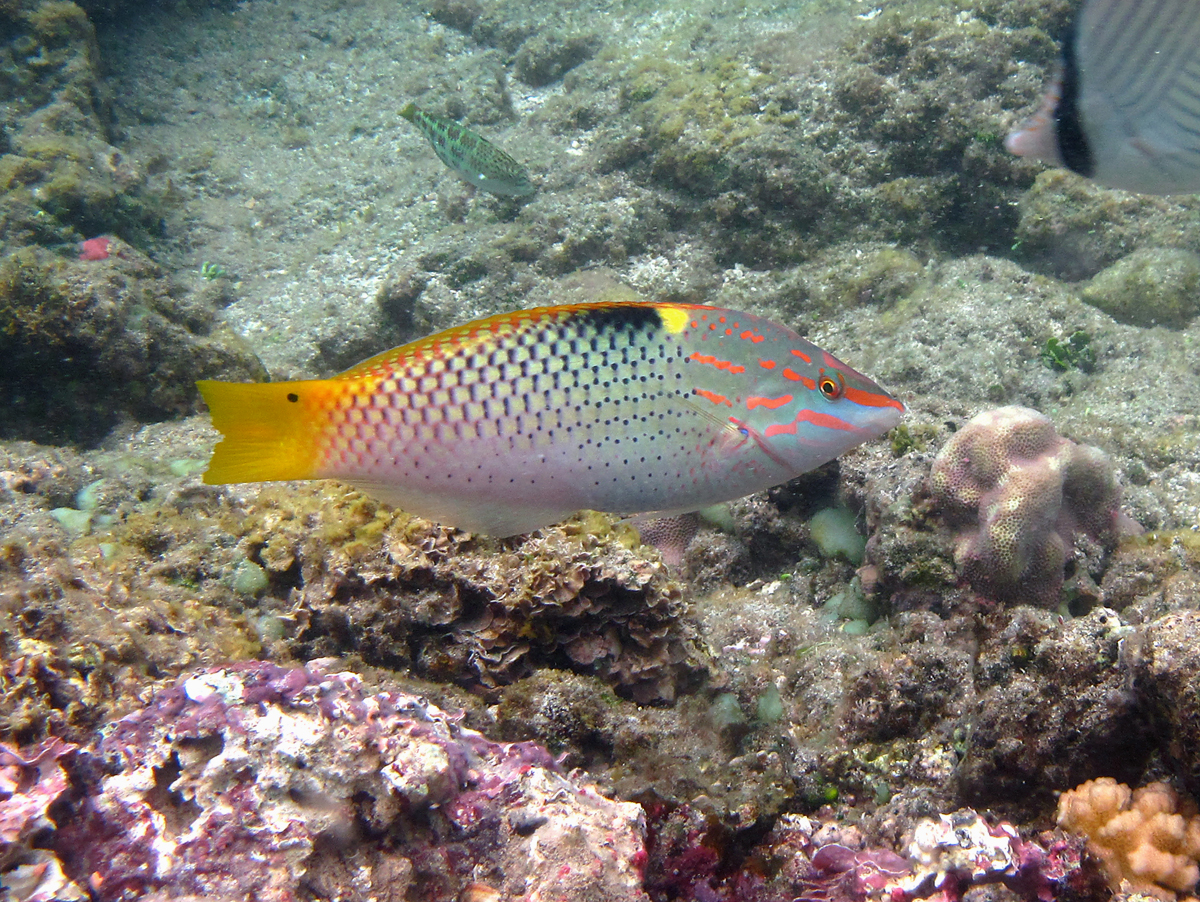
Une femelle à La Réunion
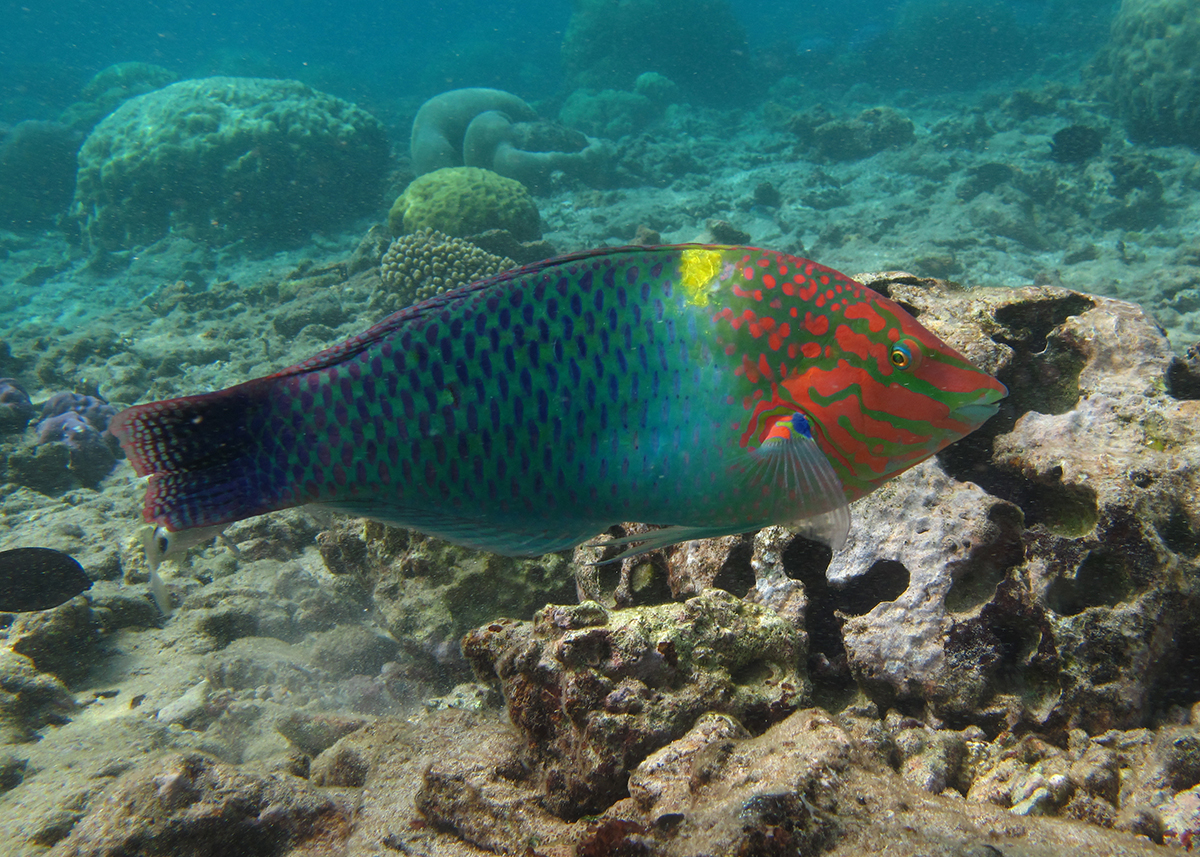
Mâle mature en phase terminale à La Réunion.
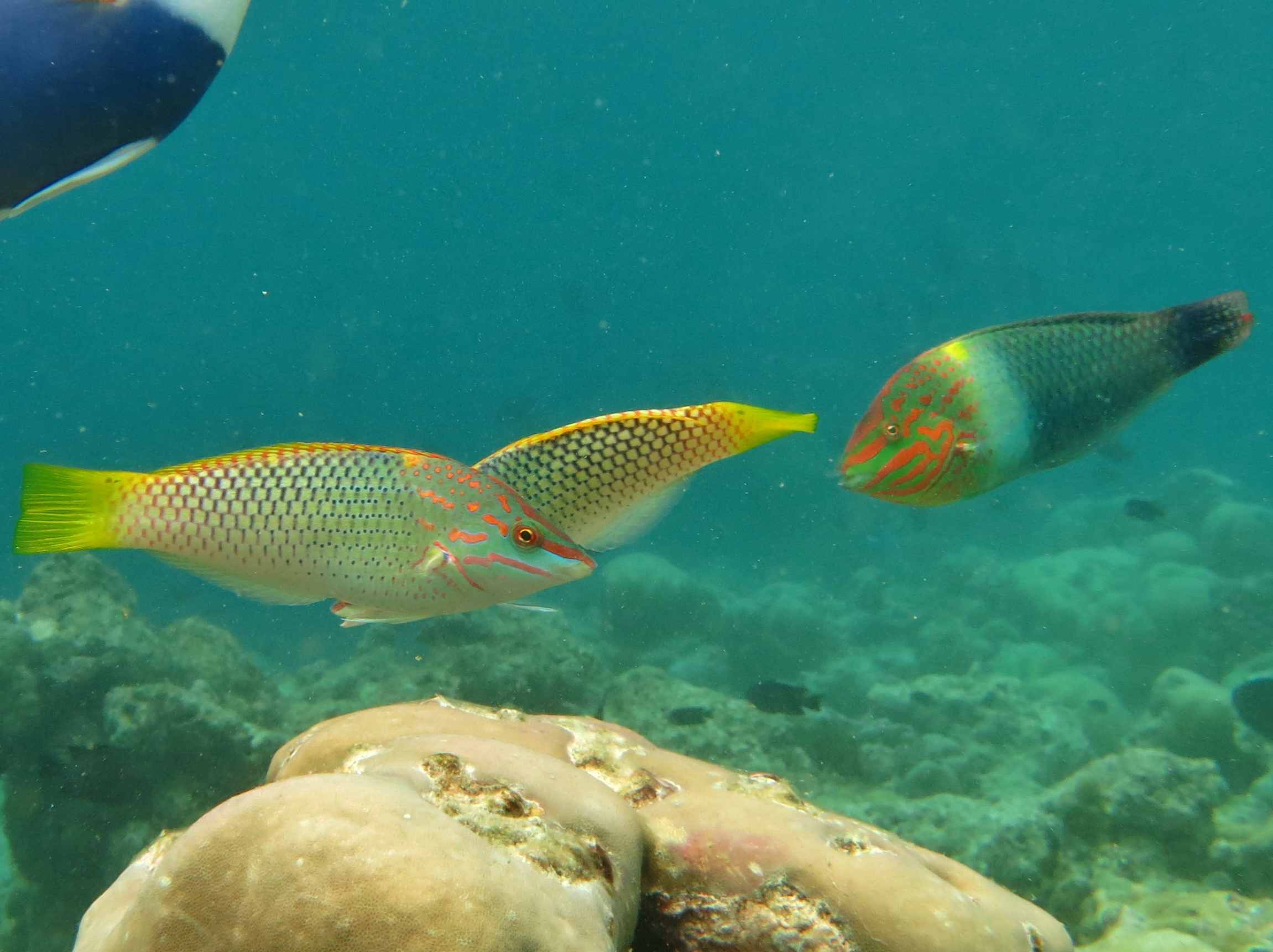
Deux femelles et un mâle aux Maldives.
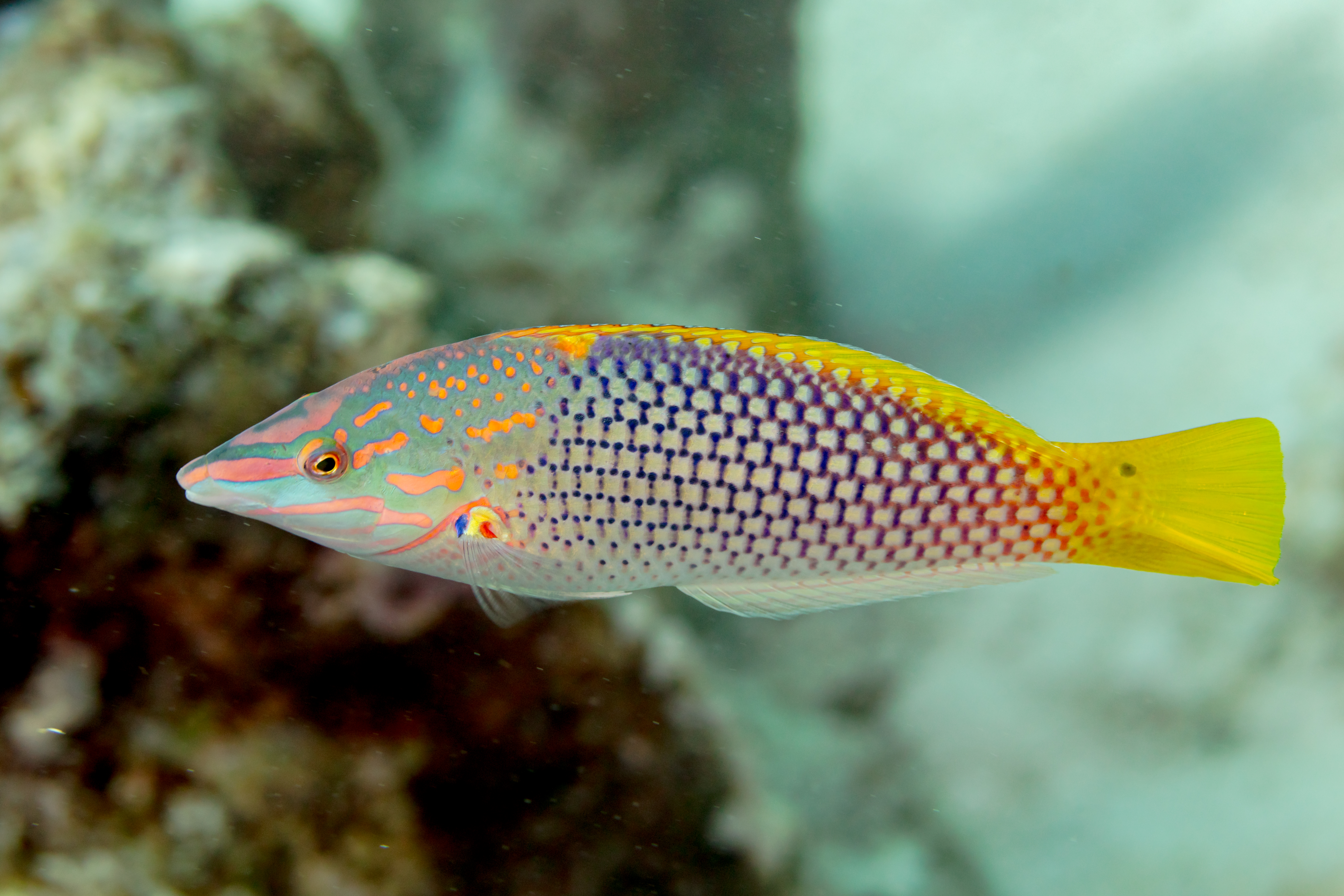
Halichoeres hortulanus en mer Rouge.

## Distribution & habitat
Le labre échiquier est présent dans les eaux tropicales et subtropicalesde tout l'Océan Indien, de la mer Rouge jusqu'en Afrique du Sud) jusqu'au centre de l'Océan Pacifique soit l'archipel polynésien. Et du sud du Japon pour la limite septentrionale et la Grande barrière de corail pour la limite australe,.
La girelle échiquier apprécie les secteurs potentiellement riches en nourriture comme les fonds sablonneux inclus dans les récifs, les platiers et aussi les pentes externes et ce depuis la surface jusqu'à 30 m de profondeur,. Les juvéniles quant à eux préfèrent les zones mouvementées avec le substrat mouvant facilitant ainsi l'acquisition de nourriture.

## Biologie
Le labre échiquier est un prédateur qui se nourrit essentiellement de petits invertébrés comme des crustacés, des mollusques, des vers, des échinodermes qu'il capture sur le substrat ou dans le sable,.
L'espèce est hermaphrodite successive de type protogyne (la femelle devenant mâle) comme beaucoup de membres de la famille des labres.

## Statut de conservation
L'espèce ne fait face à aucune menace importante en dehors de la collecte pour le marché de l’aquariophilie et les grands individus sont péchés dans certaines zones, elle est toutefois classée en « préoccupation mineure »(LC) par l'UICN.